# Dance! Jeder Traum beginnt mit dem ersten Schritt
Dance! Jeder Traum beginnt mit dem ersten Schritt ist ein US-amerikanischer Tanzfilm aus dem Jahre 2006, welchen unter der Regie von Liz Friedlander teilweise in Toronto und in New York gedreht wurde. Der Film basiert auf den Erlebnissen des Tanzlehrers Pierre Dulaine. Der Film wurde von New Line Cinema und Tiara Blu Films produziert und ist im Verleih der New Line Cinema in den meisten Ländern. Nach seinem Kinostart am 7. April 2006 spielte der Film weltweit über 65 Mio. US-Dollar ein.

## Handlung
Für den Tanzlehrer Pierre Dulaine ist Tanzen das Leben. In seiner Tanzschule bringt er wohlhabenden Kindern und Erwachsenen den Gesellschaftstanz bei. Doch als er eines Tages nach einer Gala den Jungen Rock auf der Straße das Auto seiner Schuldirektorin zerstören sieht, verändert sich sein Leben schlagartig. Er stellt den Jungen zur Rede und ist schockiert, wie respekt- und hoffnungslos der Junge ist.
Dulaine versucht zu helfen und geht deshalb auf die Direktorin der High School zu, die Rock besucht, um ihr anzubieten, den Problemkindern mit dem Erlernen von Gesellschaftstanz eine Perspektive zu geben. Nach anfänglichen Zögern stimmt sie zu und überlässt ihm die Nachsitzer, die kein anderer Lehrer beaufsichtigen will. Seine neuen Schüler sind zunächst gar nicht begeistert vom Gesellschaftstanz und tanzen lieber zu ihrer Hip-Hop-Musik. Als sie jedoch von einem Tanzwettbewerb erfahren, bei dem der Sieger 5.000 Dollar gewinnen kann, beginnen sie sich für den Gesellschaftstanz zu interessieren und kreieren einen neuen Stil: den „Hip-Hop Ballroom“. Mit den Emotionen der Jugendlichen und den Schritten von Pierre rückt der Sieg in greifbare Nähe.
Am Ende können die Jugendlichen beim Wettbewerb antreten, nachdem Dulaine das Startgeld für jeden Jugendlichen übernommen hat. Sasha, Danjou und Ramos führen einen heißen Tango zu dritt auf, werden jedoch disqualifiziert, da es sich um einen Tanzwettbewerb für Paare handelt. Da diese Entscheidung beim Publikum für Unmut sorgt, erklärt das Gewinnerpaar diese Runde für unentschieden und übergibt Sasha den Pokal. Danach ist die Stimmung ausgelassen und die Jugendlichen präsentieren ihren Tanzstil „Hip-Hop Ballroom“.

## Kritik
„Der Film leidet unter dem wenig überzeugenden Hauptdarsteller sowie am Misstrauen zum eigenen Sujet, das die klassische Musik zunehmend mit modernen HipHop-Rhythmen für jugendliche Kinogänger kompatibel macht.“

„Getreu der Devise, dass man den vorgezeichneten Weg in die Kriminalität eines Jugendlichen schon ändern kann, wenn man ihm eine Beschäftigung bietet, wandelt auch dieser Sozial-Streifen ausgelatschte Pfade der Langeweile, bei dem nicht mal die schlecht choreografierten Tanznummer ein Feuer entfachen können. Die gute Schnitttechnik täuscht leider nicht über die nervig-kitschige, aufgesetzte soziale Botschaft hinweg.“

## Auszeichnungen
Der Film und Yaya DaCosta wurden im Jahr 2006 für den Teen Choice Award nominiert.
Die Deutsche Film- und Medienbewertung FBW in Wiesbaden verlieh dem Film das Prädikat wertvoll.

## Hintergrund
Die Hauptrolle des Films lehnt sich am Charakter des irisch-palästinensisch-stämmigen Tanzlehrers Pierre Dulaine an, der in Schulen Tanzunterricht gab, um Kindern eine Perspektive zu geben. „Es kommt nicht auf die Schritte an, sondern auf das, was zwischen den Schritten ist“, wird er zitiert. Jedoch ging er nicht, wie im Film gezeigt wird, in High Schools, sondern in mit Grundschulen zu vergleichende Public Schools, und brachte den Kindern mit Hilfe des Tanzen alltägliches Wissen um Höflichkeit und Benehmen näher. Außerdem stärkte er durch das Tanzen das Selbstvertrauen der Kinder und brachte ihnen bei, jedem Menschen mit Respekt zu begegnen.
Da sein Konzept gute Wirkung zeigte, wurde es inzwischen in über 25.000 Schulen in Amerika umgesetzt.

## Vermarktung

### DVD
Die DVD bietet zahlreiche Extras:
- Audiokommentare von Regisseur
- Dokumentation über Pierre Dulaine
- Entfallene und alternative Szenen
- Trailer
- Porträt der Dungeon Kids

### Soundtrack
1. I Got Rhythm – Lena Horne/Q-Tip
2. Wanna Ride – Bone Thugs and Harmony/Wisin/Yandel/Fatman Scoop/Melissa
3. Feel It – Black Eyed Peas
4. I Like That – Jae Millz
5. These Days – Rhymefest
6. Here We Go – Dirtbag
7. Whuteva – Remy Ma
8. Ya Ya – The Empty Heads
9. Never Gonna Get It – Sean Biggs/Topic/Akon
10. I Like That You Can’t Take That Away From Me – Jae Millz/June Christy/Eric B/Rakim/Mashonda
11. Fascination – Kem
12. Que Sera Sera – Sly & The Family Stone
13. La Cumparsita – Tango Remix